# حقن داخل الكهف
حقن داخل الكهف (بالإنجليزية: Intracavernous injection أو intracavernosal injection أو intradicular injection)‏ هي طريقة حقن داخل القضيب. تستعمل هذه الطريقة في إعطاء أدوية أو معاينة أو علاج ضعف الانتصاب في الرجال البالغين.
من أبرز الأدوية المستعملة بهذه الطريقة:
- ألبروستاديل
- ترايميكس (يحتوي على ألبروستاديل وبابافيرين وفنتولامين)
- بايميكس (يحتوي على بابافيرين وفنتولامين)
- كوادميكس (يحتوي على ألبروستاديل وبابافيرين وفنتولامين وأتروبين أو فورسكولين)

كل هذه الأدوية عبارة عن موسعات للأوعية الدموية وتتسبب بتورم خلال 10 إلى 15 دقيقة. من بين الأعراض الجانبية الشائعة قساح ورض وتليف وبيرونية وألم.
يعالج القساح عن طريق حقن داخل الكهف بدواء محاكي الودي قابض للأوعية مثل الأدرينالين وفينيليفرين.